# Onderhandelingen van Breda
De Onderhandelingen van Breda werden gevoerd aan het begin van de Tachtigjarige Oorlog tussen vertegenwoordigers van de landvoogd der Spaanse Nederlanden Requesens enerzijds en van de leider van de Nederlandse Opstand prins Willem van Oranje anderzijds in de periode van eind 1574 tot juni 1575, toen ze door de landvoogd werden afgebroken. Bedoeling was tot een vergelijk te komen omtrent de belangrijkste knelpunten van geschil der opstandige gewesten, graafschap Holland en graafschap Zeeland, met de vijftien overige provincies. Toen Requesens merkte dat de onderhandelingen vooral gerokken werden ten behoeve van een sterkere machtspositie voor de prins, brak hij ze af en reageerde met een militaire actie tegen de opstandige gewesten.

## Voorgeschiedenis

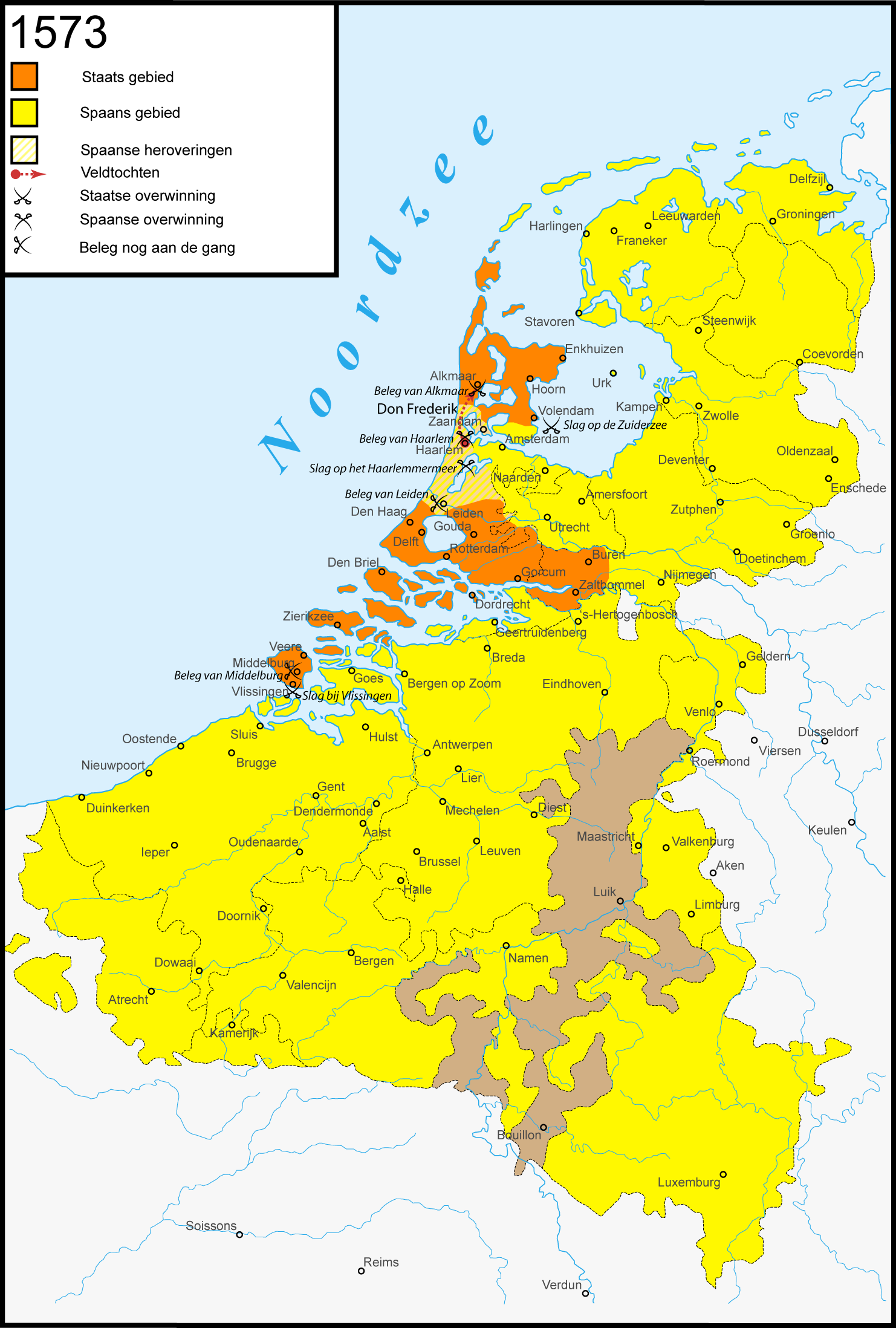
De Nederlandse Opstand in 1573

Bij de vergeldingsmissie van Alva tegen de verantwoordelijken voor de Beeldenstorm en het uitbreken van de opstand na het Eedverbond der Edelen, als reactie tegen de uitgevaardigde plakkaten tegen de opkomende ketters, waren een aantal voorname edelen met aan het hoofd Willem van Oranje, Egmont en Hoorne door de Raad van Beroerten hiervoor verantwoordelijk gesteld en ter dood veroordeeld. Oranje had evenwel tijdig de Nederlanden verlaten en zich in zijn verblijf in Dillenburg teruggetrokken, van waaruit hij, nadat zijn zoon in Leuven was opgepakt en naar Spanje gevoerd voor een opvoeding aan het hof, een invasie met huurlegers op touw zette. Toen dit in 1572 op een mislukking uitdraaide had hij een tweede invasie beraamd, die echter eveneens mislukte omdat het inderhaast samengesteld huurlingenleger ongedisciplineerd en onbetrouwbaar bleek. Oranje trok zich daarop met een aantal getrouwen terug in Frankrijk, waar zijn broer Lodewijk van Nassau voor contacten met het Franse hof zorgde en met de op zee ronddolende watergeuzen.
Toen die geheel onverwacht Den Briel bezetten en met de hulp van de calvinisten in opeenvolgende steden van Holland werden binnengelaten, was Oranje aan het hoofd van deze revolte getreden en had zich ten slotte in de opstandige provincie gevestigd. Daar was hij tegelijk beschermd en ingesloten, zodat hij zijn broer Lodewijk met een derde invasie belastte om te pogen hem te ontzetten, al mislukte ook die invasie, omdat Lodewijks opstandelingenleger geen aansluiting vond bij dat waarmee zijn broer hem was tegemoet getrokken en hij in de Slag op de Mookerheide omkwam. Alva had intussen Leiden belegerd. Maar na het Leidens ontzet en enkele andere mislukkingen werd deze opgevolgd door de nieuwe landvoogd Requesens.
Deze kersverse landvoogd volgde de nieuwe orders vanuit Madrid, volgens dewelke de Nederlanden met zachtheid, eerder dan geweld moesten worden aangepakt. Daarom verkoos hij te onderhandelen met de opstandelingen. Maar omdat Oranje zijn lot met het hunne had verbonden, kon Spanje niet om de prins heen, al wenste de koning dat zijn naam niet in de vergaderingen genoemd zou worden. Een poging tot sluipmoord op de prins begin 1574 mislukte. De opstand bleef evenwel tamelijk geïsoleerd, omdat de andere provinciën aarzelden over de godsdienstkwestie. Maar het algemeen klimaat in de Lage Landen was aan het gisten. De velden waren vertrappeld door de plunderende legers, de handel liep terug door de 'sluiting' van de Schelde en overal heerste armoede en ellende. Zogenaamde bosgeuzen trokken plunderend vanuit Holland en Zeeland naar Vlaanderen en de watergeuzen roofden aan de kusten. Alleen in Holland en Zeeland heerste toenemende welstand, wat de onvrede in de andere gewesten nog versterkte. De schatkist geraakte leeg vanwege de legeruitgaven, zodat ook Spanje in de problemen geraakte. In dit nijpend klimaat moest dus naar een uitweg worden gezocht.

## Onderhandelingen
Men probeerde Oranje te polsen door vertrouwenspersonen, zoals de hoogleraar Leonius, of later zijn medestander Marnix die voor deze gelegenheid uit zijn hechtenis in Spanje werd gehaald met een vrijgeleide om zich naar Holland te begeven.
De prins wenste niet los van Holland en Zeeland te onderhandelen en wou verder dat er godsdienstvrijheid zou worden toegestaan, dat de Spaanse soldaten het koninklijke Leger van Vlaanderen en het land zouden verlaten, en dat de Staten-Generaal van de Nederlanden zouden worden bijeengeroepen om een vredesregeling te treffen.
Hij dreigde ermee de bezette gewesten in handen van Engeland en Frankrijk over te geven, indien de Spaanse koning hem hierin niet tegemoet trad. Daarmee kreeg het conflict in de Spaanse Nederlanden een wijdere Europese dimensie en kon het tot de grote oorlog leiden, waarvoor de Duitse keizer reeds eerder had gewaarschuwd. Deze bood dan ook aan om in de besprekingen te bemiddelen. Hij wist dat Requesens zijn mening deelde dat het aanstellen van een aartshertog als hoofd over de Zeventien Provinciën mede de vrede zou kunnen verzekeren, indien Filips II hierin toestemde. Wat ook gebeurde, zodat Maximiliaan II aanvang 1575 de graven van Schwarzburg en van Hohenlohe naar Willem van Oranje kon zenden. Door hun toedoen werden op 15 februari de onderhandelingen van Breda tussen de gemachtigden van de oproerlingen en die van de landvoogd officieel geopend.
De landvoogd hoopte dat de belangen van de koning: het terugbrengen van de ganse bevolking onder zijn gezag en dat van de katholieke Kerk, hiermee zouden gediend zijn. Maar het tegendeel was waar. De orangisten wisten dat de onderhandelingen tot mislukking gedoemd waren, omdat de koning nooit godsdienstvrijheid voor de ketters zou toestaan. En dat was juist hun belangrijkste voorwaarde voor het sluiten van vrede. Maar zij speelden het behendig en lieten de godsdienstkwestie aanvankelijk buiten beschouwing. Daarentegen legden ze zich toe op de punten die ook de andere provinciën zouden aanspreken, zoals het verdedigen van de privilegiën en de terugroeping van de Spaanse legers. Ten slotte verklaarden zij zich bereid zich voor de godsdienstvrede te onderwerpen aan de uitspraak van de later bijeen te roepen Staten-Generaal, die hen zouden steunen in hun protest tegen de algemeen gehate inquisitie en de plakkaten.
Iedereen wenste dat de Staten-Generaal zouden uitspraak doen en dat de al te strenge toepassing van de plakkaten zou ophouden. Zo ook zelfs de katholieken, die bovendien wensten dat men naar het oude regeringssysteem zou terugkeren. Tegen het inroepen van het 'heil des vaderlands' door de opstandelingen hadden de regeringsgemachtigden weinig in te brengen, zodat zij nu wel met het standpunt van de koning naar voor moesten komen. Daarmee maakten zij zich ongeliefd en Requesens zag in dat de onderhandelingen eerder dienden om Oranje meer politieke zeggenschap te geven en de trouwe provinciën op te ruien, dan dat zij tot vrede zouden leiden. Hij besloot dan ook in juli 1575 ze af te breken en volgde opnieuw de weg van het geweld. Hij probeerde een wig te drijven tussen Holland en Zeeland.

## Gevolgen

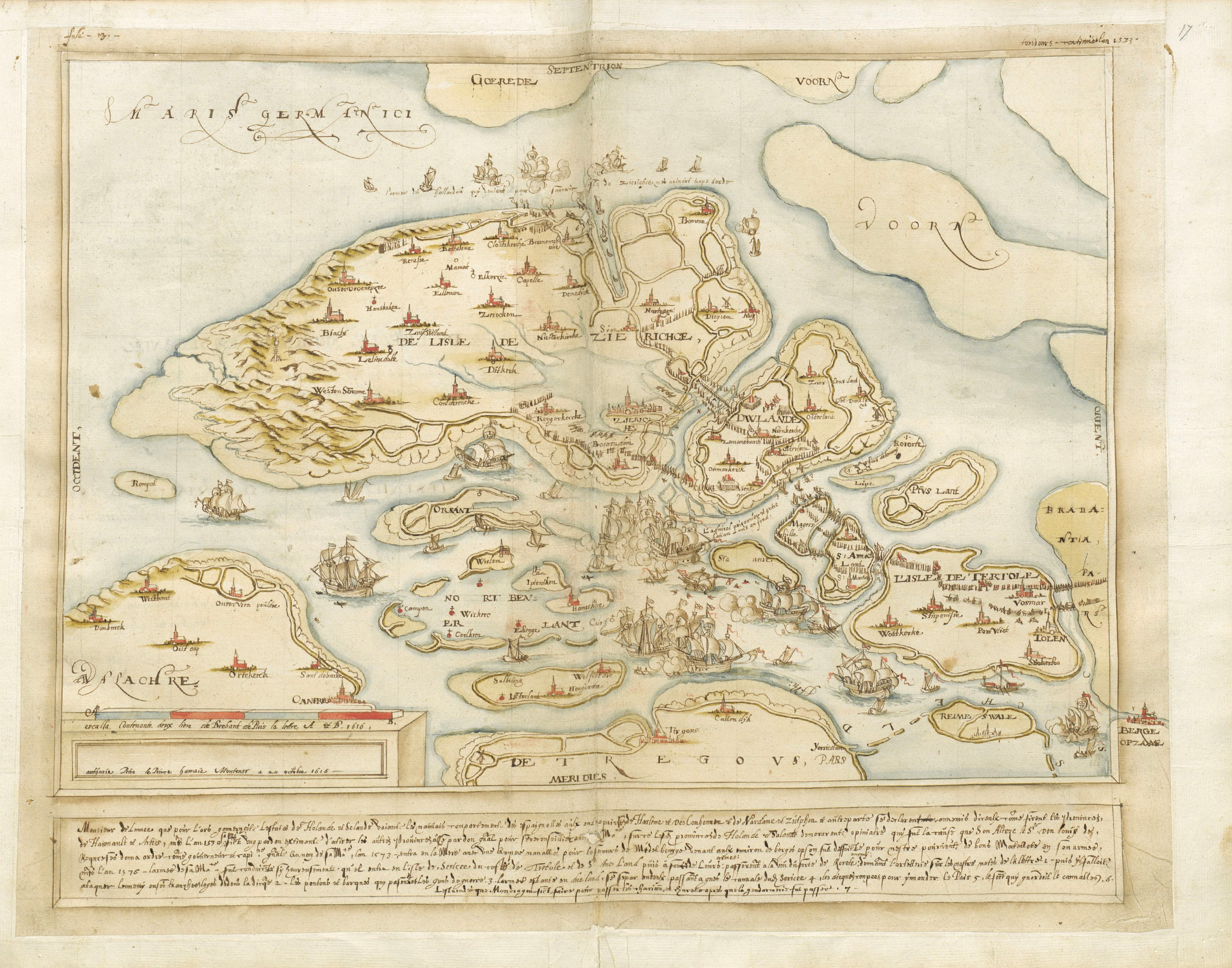
Spaans beleg in 1576

De interpretatie die algemeen aan het mislukken van de onderhandelingen van Breda werd gegeven, was er een van de schuld ervoor aan de koning toe te schrijven, die de godsdienstvrede had geweigerd.
Intussen spraken de wapens opnieuw. Op 7 augustus 1575 bemachtigde de landvoogd Oudewater en de 24e Schoonhoven. 29 september doorwaadden de Spaanse soldaten onder het kanonvuur van de Hollandse vloot een zeearm tot in Duiveland en bereikten het eiland Schouwen, en vandaar ging het naar Brouwershaven, dat zich op 1 oktober onmiddellijk overgaf. Op 30 oktober werd stormenderhand Bommenede ingenomen, waarna de belegering van het strategisch gelegen Zierikzee volgde.